# 2 Eskadra Bliskiego Rozpoznania

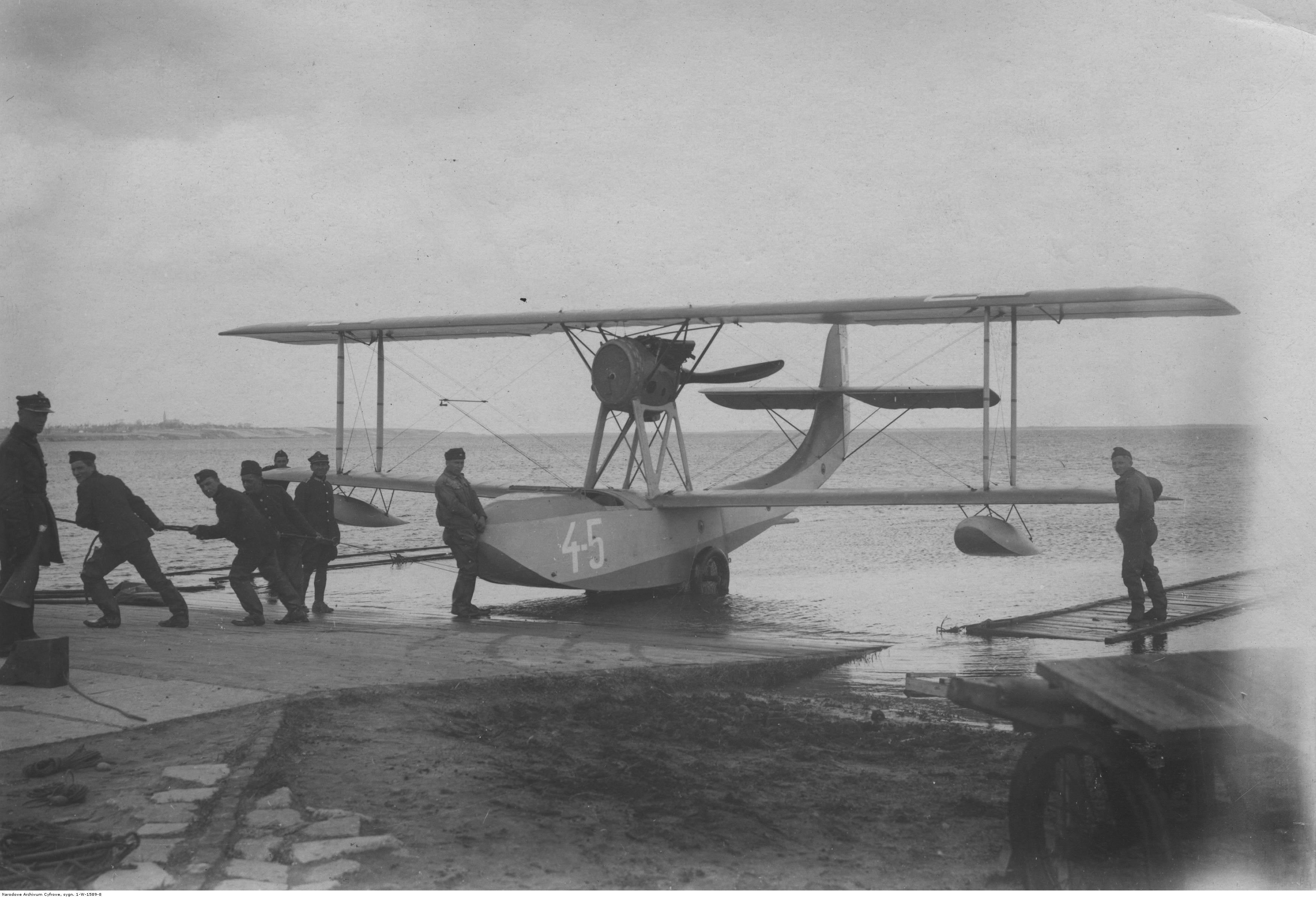
Schreck FBA-17 HMT

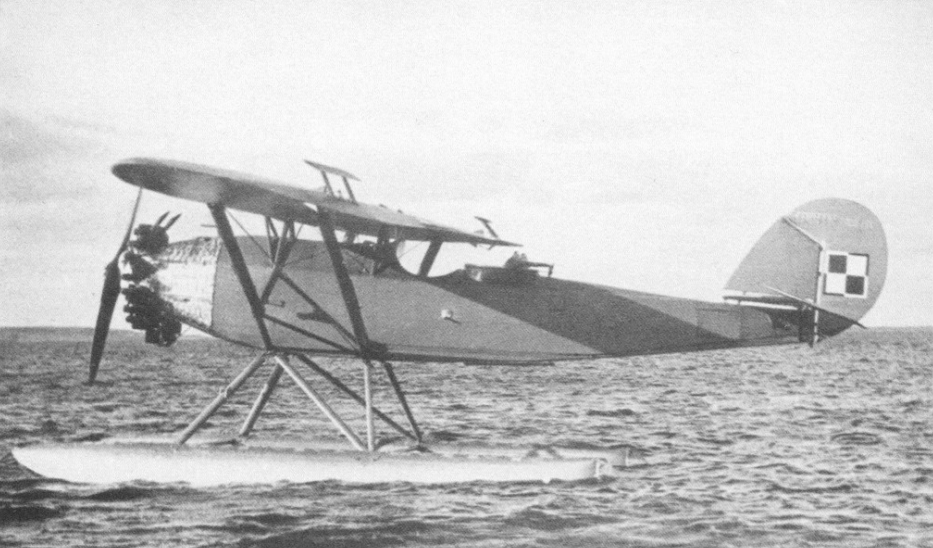
Lublin R.XIII bis/hydro

2 Eskadra Bliskiego Rozpoznania – pododdział morskiego lotnictwa Wojska Polskiego w II Rzeczypospolitej.
Sformowana w 1926 jako morska eskadra obserwacyjna. W 1930 przemianowana na 2 eskadrę liniową „Rugia”. W kampanii wrześniowej walczyła jako 2 eskadra bliskiego rozpoznania broniąc polskiego wybrzeża. 
Godło eskadry – biało-granatowy Światowid.

## Formowanie i zmiany organizacyjne
W 1926 sformowana została w Pucku morska eskadra obserwacyjna. Eskadra weszła w skład morskiego dywizjonu lotniczego. Wyposażenie stanowiły amfibie Schreck FBA-17 HMT 2 oraz LeO H-13B. 
Po uzyskaniu zdolności ćwiczebnej eskadra rozpoczęła loty na współpracę z jednostkami floty. Była to jednak działalność sporadyczna. 
W 1928 zakres zadań załóg eskadry poszerzony został o fotografowanie. 
Rozkazem dziennym dowódcy MDL nr 17/30 z 22 stycznia 1930 morską eskadrą obserwacyjną przemianowano na 2 eskadrę liniową „Rugia”.
W sierpniu 1931 rozpoczęto reorganizację eskadry. Nastąpiły zmiany personalne, powiększono liczbę wodnopłatowców w eskadrze do 10 sztuk. W 1932 eskadra otrzymała kilka wodnosamolotów Lublin R-XIII bis oraz R-XIII.
W 1933 morski dywizjon lotniczy wcielono do Marynarki Wojennej. Rozkazem dziennym dowódcy MDL nr 77/33 z 4 kwietnia 1933 ustalono nową obsadę personalną i sprzętową eskadry. 2 eskadra otrzymała łodzie latające Latham, wodnosamoloty R-XIII ter i dla treningu i przelotów lądowych Bartel BM-5C.
Tym samym rozkazem wprowadzono obowiązek zabierania spadochronów podczas wszystkich lotów nad masywami lądowymi bez względu na rodzaj i wysokość lotu; na wodnopłatowcach w razie lotu powyżej 300 m bez względu na rodzaj lotu.
W tym czasie zakres zadań eskadry obejmował również przeloty w głąb kraju oraz loty zwiadowcze w rejonach granicy polsko-niemieckiej. W eskadrze coraz częściej zawodziły posiadane maszyny, co miało wpływ na ograniczenie zadań i liczby lotów. 
W 1935 eskadra otrzymała trzy R-XIIIG.
Od połowy 1937 nastąpiła wzmożona penetracja wybrzeża polskiego przez lotnictwo niemieckie. Niestety, eskadry morskiego dywizjonu nie dysponował odpowiednim sprzętem do spędzania z terytorium polskiego obcych samolotów. Loty zwiadowcze Luftwaffe trwały aż do wybuchu wojny.
Mimo fatalnego stanu technicznego samolotów załogi wykonały wiele lotów zwiadowczych w rejonie przygranicznym. Często dokonywano rozpoznania fotolotniczego.
W okresie mobilizacji przemianowano jednostkę na 2 eskadrę bliskiego rozpoznania. W kampanii wrześniowej personel eskadry walczył w obronie wybrzeża i Helu.

## Personel eskadry
| Dowódcy eskadry |                     |                          |
| Stopień         | Imię i nazwisko     | Okres pełnienia służby   |
| kpt. obs.       | Zygmunt Nikorowicz  | 1926 – 1929              |
| por. mar. pil.  | Adolf Stempkowski   | 1929 – 1930              |
| por. mar. pil.  | Suzanowicz          | 1930 – 25 III 1930       |
| por. mar. pil.  | Kazimierz Szalewicz | 25 III 1930 – 3 III 1931 |
| por. mar. pil.  | Adolf Stempkowski   | 3 III 1931 – 1935        |
| por. mar. pil.  | Kazimierz Szalewicz | 1935 – 1937              |
| por. mar. pil.  | Aleksander Krawczyk | 1937 – 1938              |
| kpt. mar. obs.  | Marian Janczewski   | 1938 – 1939              |

## Wypadki lotnicze
W okresie funkcjonowania eskadry miały miejsce następujące wypadki lotnicze zakończone obrażeniami lub śmiercią pilota:
- W czerwcu 1928 załoga mjr. obs. Zygmunta  Nikorowicza lecąc z Pucka do Warszawy wodnopłatowcem LeO H-13B  wodując na Wiśle uległa zniszczeniu. Załoga nie odniosła obrażeń.
- 8 lutego 1929 wodnopłatowiec  LeO H-13B lecąc z Poznania do Pucka z załogą por. pil. Edward Suzanowicz, ppor.ppor. obs. Walerian Jasionowski i Zygmunt Majewski oraz majster wojsk. Franciszek Zając musiał przymusowo lądować w Sopocie, ponieważ awarii uległy silniki. Dzięki szybkiej interwencji ekipy technicznej MDL, która umożliwiła usunięcia defektu i wodnopłatowiec odleciał do Pucka.
- 23 czerwca 1930 musiał przymusowo wodować wodnopłatowiec Schreck FBA na jeziorze w Kartuzach. Załoga w składzie ppor. obs. Henryk Kołodziejek i bosmat pil. Stefan Witas nie doznała obrażeń.
- 24 kwietnia 1934 zginął bosman pil. Walenty Walkowiak lecąc treningowo wodnosamolotem R-XIII ter.
- 17 czerwca 1936 w locie służbowym na samolocie Lublin R.XIII ter zginął chor. strz. samol. Walerian Makowski.
- Podczas przelotu nad niemieckim statkiem pasażerskim pilot podczas skrętu zawadził skrzydłem o wody Zatoki Puckiej. Samolot uległ zatopieniu, natomiast załogę uratowała łódź ratunkowa śledzonego okrętu. Obserwator ppor. mar. Tadeusz Jeżewski wyrzucił do wody aparat fotograficzny żeby zdjęcia które zrobił nie dostały się w ręce wroga.